# Przełęcz pod Osobitą
Przełęcz pod Osobitą (słow. sedlo pod Osobitou, 1521 m) – przełęcz w północno-zachodniej grani Grzesia w słowackich Tatrach Zachodnich. Znajduje się pomiędzy Osobitą (1687 m) a niewybitnym szczytem Jaworzyny (1581 m). Północno-wschodnie stoki spod przełęczy opadają do górnej części Doliny Suchej Orawickiej, południowo-zachodnie do Ciepłego Żlebu.
Na zbudowanej ze skał węglanowych przełęczy znajduje się niewielka ukwiecona polana. Niegdyś były to tereny pasterskie, obecnie już w znacznym stopniu zarośnięte. W zachodnim kierunku widok na Zuberzec.
Przełęcz pod Osobitą jest najwyższym udostępnionym dla turystów miejscem tego masywu. W 1974 r. utworzono obszar ochrony ścisłej Rezervácia Osobitá  o powierzchni 458 ha, a w 1989 r. szlaki wiodące na szczyt Osobitej zostały zamknięte.

## Szlaki turystyczne
Zwierówka – Przełęcz pod Osobitą – Grześ:
- Czas przejścia ze Zwierówki na Przełęcz pod Osobitą: 2:05 h, ↓ 1:30 h
- Czas przejścia z przełęczy na Grzesia: 2 h, ↓ 1:50 h

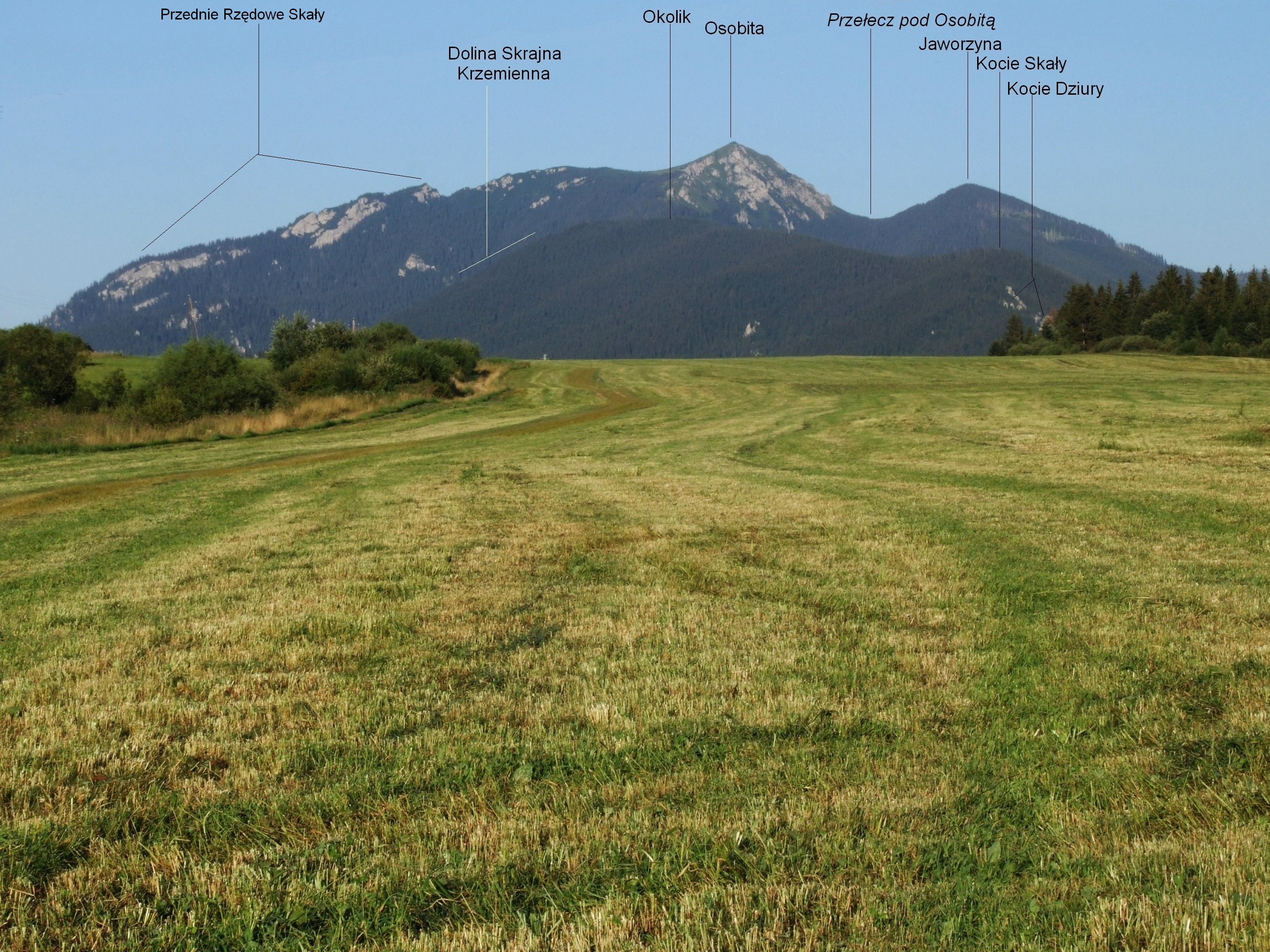
Widok na Przełęcz pod Osobitą od zachodu (z wału Między Bory)